# Adrian Gjølberg
Adrian Gjølberg (Tønsberg, 23 februari 1989) is een voormalig  Noors wielrenner die anno 2016 reed voor Team FixIT.no.

## Overwinningen
2011
2e etappe Ronde van China
2013
3e etappe Circuit des Ardennes (ploegentijdrit)
2016
Roserittet

## Ploegen
- 2009 –  Team Trek Adecco (vanaf 31-7)
- 2010 –  Plussbank Cervélo
- 2011 –  Joker Merida
- 2012 –  Joker Merida
- 2013 –  Joker Merida
- 2014 –  Team FixIT.no
- 2015 –  Team FixIT.no
- 2016 –  Team FixIT.no

Aakvik · Frivold · Gjølberg · Grøndahl · Jensen · Laengen · Mørland · Sivertsen · Storvold-Hjembo · Strandberg